# Frankinella
Frankinella es un género de foraminífero bentónico considerado homónimo posterior de Frankinella Stewart & Hendrix, 1945, y sustituido por Francuscia de la subfamilia Polymorphininae, de la familia Polymorphinidae, de la superfamilia Polymorphinoidea, del suborden Lagenina y del orden Lagenida. Su especie-tipo era Frankia cernuata. Su rango cronoestratigráfico abarcaba el Holoceno.

## Discusión
Clasificaciones previas incluían Frankinella en la superfamilia Nodosarioidea.

## Clasificación
Frankinella incluía a las siguientes especies:
- Frankinella cernuata, aceptada como Francuscia cernuata
- Frankinella hispidiformis